# Jack A. Wolfe
Jack Albert Wolfe (1936–2005) foi um paleobotânico e paleoclimatologista do Serviço Geológico dos Estados Unidos, mais conhecido por seus estudos do clima terciário no oeste da América do Norte por meio da análise de folhas fósseis de angiospermas.

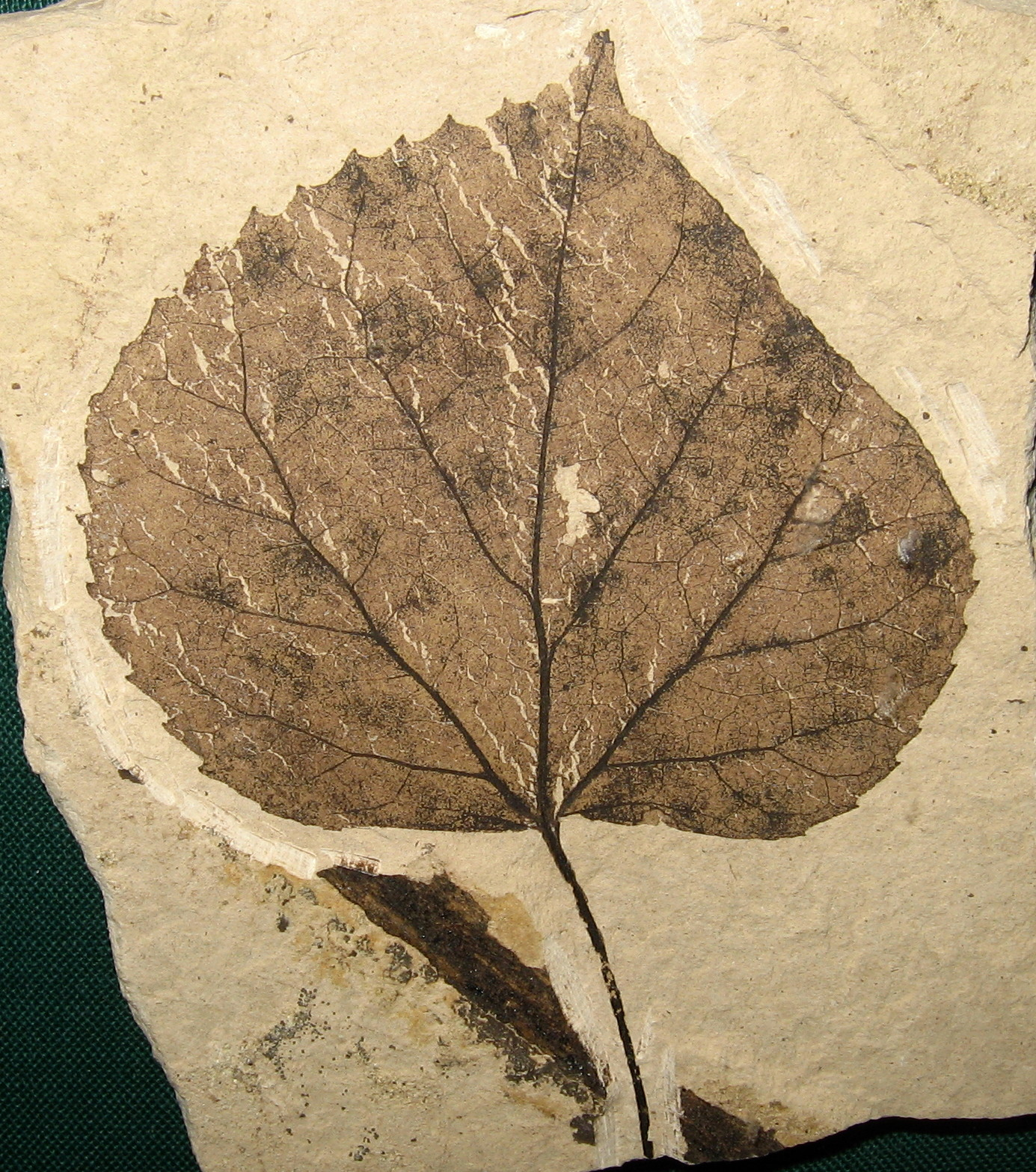
Tilia johnsoni uma tília extinta descrita por Wolfe e Wehr em 1987